# ریما خان
ریما خان (انگلیسی: Reema Khan؛ زادهٔ ) هنرپیشه، تهیه‌کننده و کارگردان اهل کشور پاکستان است. وی از سال ۱۹۹۰ تاکنون در بیش از ۲۰۰ فیلم بازی کرده است.

## فیلمشناسی
از فیلم‌هایی که وی در آن نقش داشته است می‌توان به بلندی اشاره کرد.

## جوایز
وی همچنین برنده جوایزی همچون جایزه نگار شده است.